# 아쿠아리우스 연구소

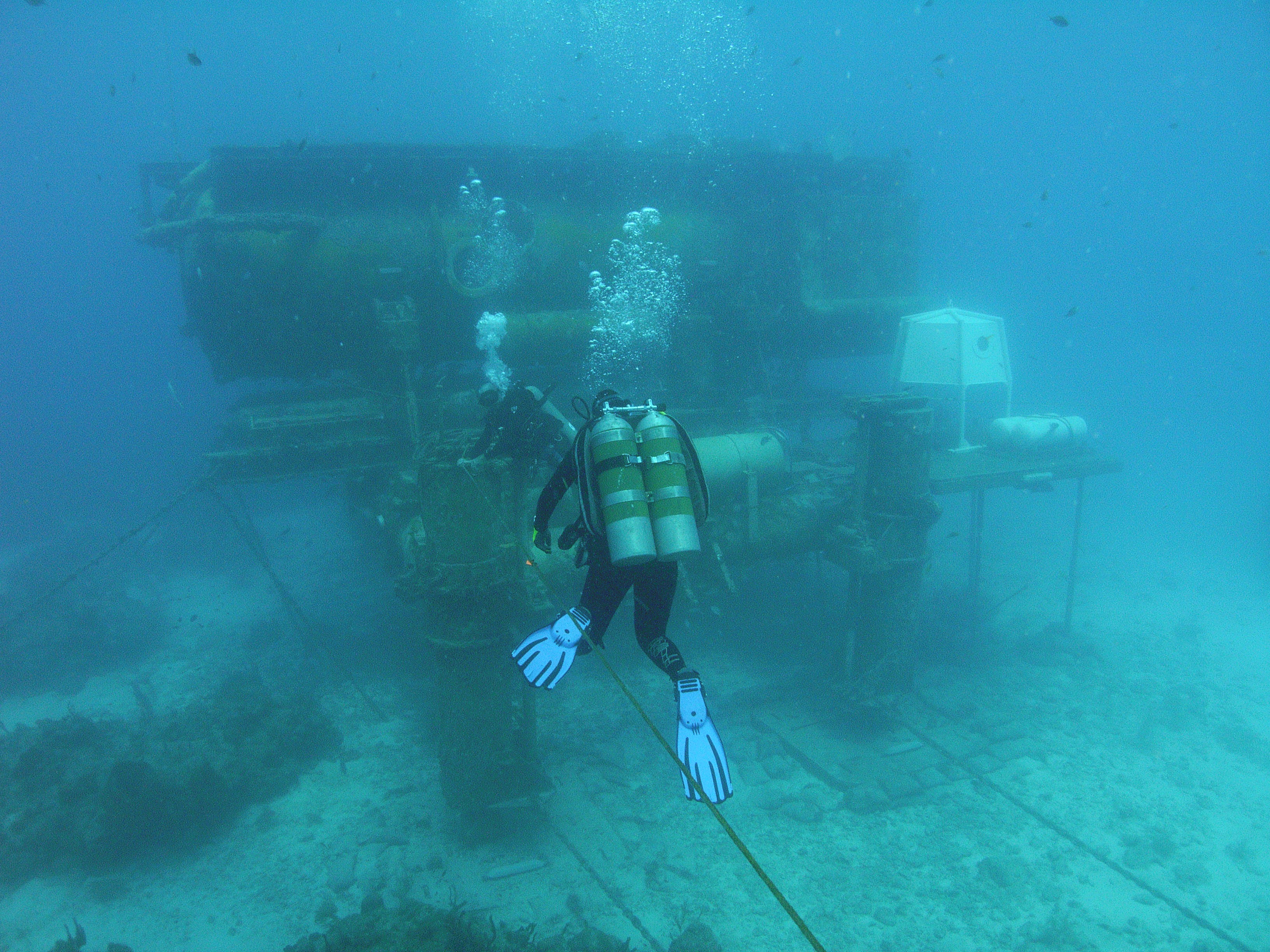

아쿠아리스 연구소(Aquarius Reef Base)는 미국 플로리다 해안에 위치한 수중거주시설인 연구소다.